# Nom de Hor-Nub
| G8 |

| G8 |

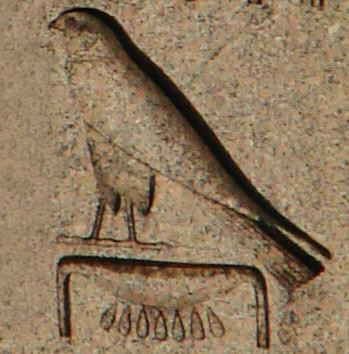
Nom d'Hor-Nub.

A l'Imperi Mitjà d'Egipte, dinasties XI i XII, els faraons rebien cinc títols. Afegien al nom de naixement uns altres quatre més quan accedien al tron. Eren els següents: 
Nom d'Horus, Nom de Nebty,  Nom d'Horus d'or , Nom de Tron i Nom de naixement.
El  Nom d'Hor-Nub  es representava amb el jeroglífic egipci del déu Horus ( Hor:  un falcó) posat sobre el símbol de l'or ( Nub:  un collaret amb penjants), més l'epítet assignat al faraó.
Den, a la dinastia I, va associar el seu  nom d'Horus  amb el símbol egipci de l'or.
Dyeser, a la dinastia III, va utilitzar el  Nom d'Horus d'Or .
És a l'Imperi Mitjà quan es va afegir aquesta titulatura reial definitivament.
El  Nom d'Horus d'or  juntament amb el Nom de Nebty van ser els títols menys utilitzats pels faraons.

## Nota
1. ↑   The atlantis.  Forgotten Books, p. 350–. ISBN 9781440068874 [Consulta: 26 gener 2011].